# Dioscorea pyrenaica

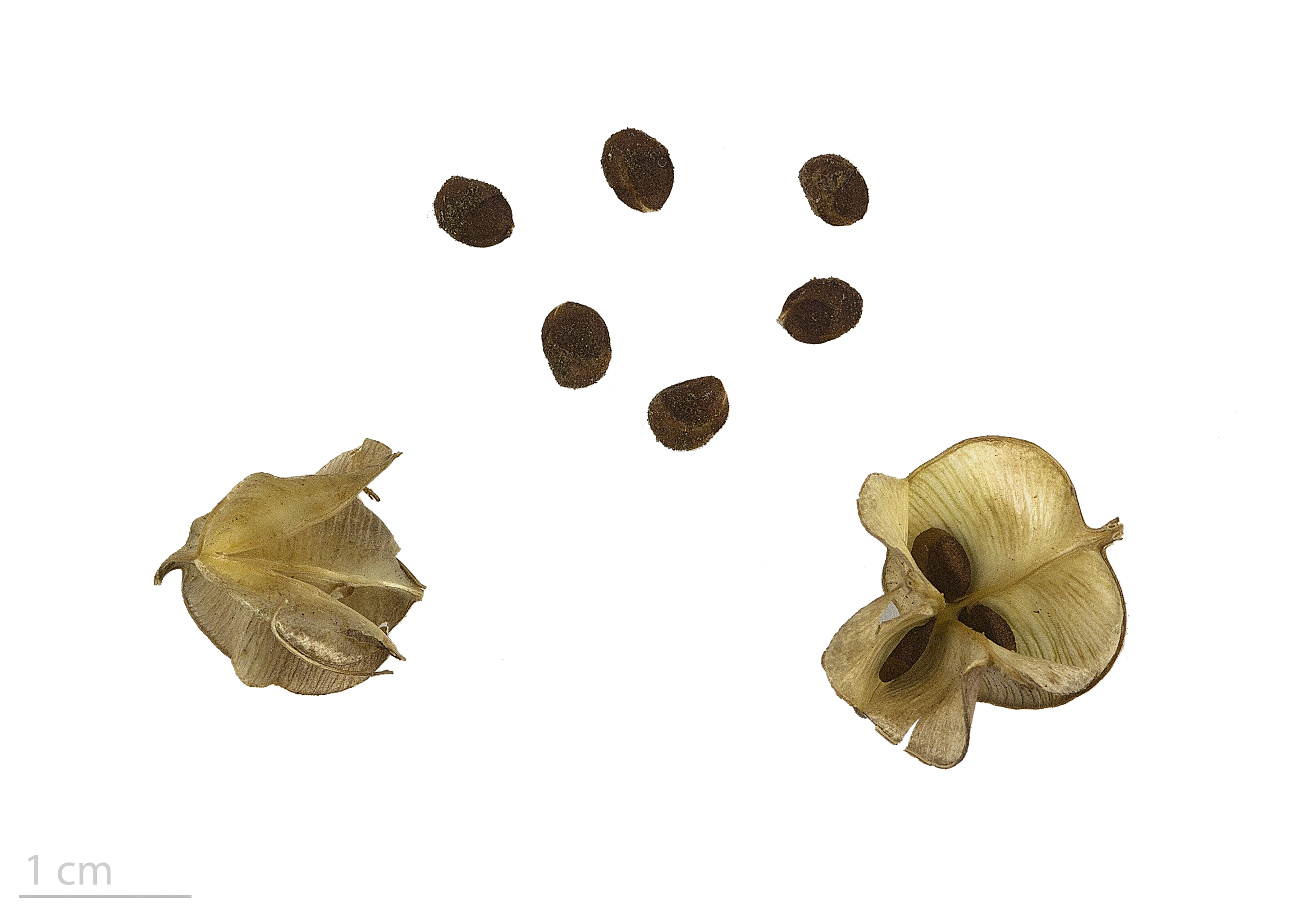
Dioscorea pyrenaica

Dioscorea pyrenaica là một loài thực vật có hoa trong họ Dioscoreaceae. Loài này được Bubani & Bordère ex Gren. mô tả khoa học đầu tiên năm 1866.